# Llista de topònims de Rodonyà
Llista de topònims (noms propis de lloc) del municipi de Rodonyà, a l'Alt Camp
Informació actualitzada per un bot. Els canvis manuals es perdran quan s'actualitzi!

## masia
| imatge | Nom                          | Ubicat a | instància de | Detalls                     | coordenades                                                                              | Protecció                                  | Commons (més fotos) | Dades a WD                    |
| ------ | ---------------------------- | -------- | ------------ | --------------------------- | ---------------------------------------------------------------------------------------- | ------------------------------------------ | ------------------- | ----------------------------- |
|        | Cal Cabellut                 | Rodonyà  | masia        | Estil: arquitectura popular | 41° 16′ 24″ N, 1° 25′ 52″ E / 41.273442475904°N,1.4312223394512°E                        | bé integrant del patrimoni cultural català |                     | Modifica les dades a Wikidata |
|        | Can Joan del Mas de la Pansa | Rodonyà  | masia        |                             | 41° 16′ 57″ N, 1° 24′ 13″ E / 41.2823668067022°N,1.4037116088058°E                       |                                            |                     | Modifica les dades a Wikidata |
|        | Casa Papiol                  | Rodonyà  | masia        |                             | 41° 16′ 14″ N, 1° 24′ 00″ E / 41.2705783606471°N,1.39997550556772°E                      |                                            |                     | Modifica les dades a Wikidata |
|        | Mas Ferrerons                | Rodonyà  | masia        |                             | 41° 16′ 38″ N, 1° 24′ 57″ E / 41.2772663352323°N,1.41593109666192°E                      |                                            |                     | Modifica les dades a Wikidata |
|        | Mas de Bustems               | Rodonyà  | masia        |                             | 41° 16′ 44″ N, 1° 25′ 14″ E / 41.2788179944101°N,1.42069355229381°E                      |                                            |                     | Modifica les dades a Wikidata |
|        | Mas de Genites               | Rodonyà  | masia        |                             | 41° 17′ 02″ N, 1° 24′ 16″ E / 41.2838432794087°N,1.40430850064203°E                      |                                            |                     | Modifica les dades a Wikidata |
|        | Mas de Magí                  | Rodonyà  | masia        |                             | 41° 16′ 45″ N, 1° 23′ 35″ E / 41.2790931645732°N,1.39306901713655°E                      |                                            |                     | Modifica les dades a Wikidata |
|        | Mas de Rosset                | Rodonyà  | masia        |                             | 41° 16′ 53″ N, 1° 24′ 08″ E / 41.2814111479988°N,1.40234977907626°E                      |                                            |                     | Modifica les dades a Wikidata |
|        | Mas de la Batalla            | Rodonyà  | masia        |                             | 41° 16′ 33″ N, 1° 25′ 09″ E / 41.2759°N,1.41928°E                                        |                                            |                     | Modifica les dades a Wikidata |
|        | Mas del Toni Coll            | Rodonyà  | masia        |                             | 41° 16′ 46″ N, 1° 24′ 26″ E / 41.2794773783984°N,1.4071014528408°E                       |                                            |                     | Modifica les dades a Wikidata |
|        | Masia Ventosa                | Rodonyà  | masia        |                             | 41° 16′ 59″ N, 1° 25′ 00″ E / 41.2830249074874°N,1.41679485996509°E ca:Ctra. C-51, km 20 |                                            |                     | Modifica les dades a Wikidata |

## nucli d'entitat singular de població
| imatge | Nom                      | Ubicat a | instància de                                           | Detalls | coordenades                                                            | Protecció | Commons (més fotos) | Dades a WD                    |
| ------ | ------------------------ | -------- | ------------------------------------------------------ | ------- | ---------------------------------------------------------------------- | --------- | ------------------- | ----------------------------- |
|        | Pineda de Santa Cristina | Rodonyà  | nucli d'entitat singular de població                   | 51 hab  | 41° 16′ 47″ N, 1° 26′ 10″ E / 41.279859°N,1.436243°E 340 msnm          |           |                     | Modifica les dades a Wikidata |
|        | l'Alzineta               | Rodonyà  | nucli d'entitat singular de població nucli de població | 5 hab   | 41° 17′ 01″ N, 1° 23′ 17″ E / 41.28374052°N,1.388010979°E 312.604 msnm |           |                     | Modifica les dades a Wikidata |

## Misc
| imatge | Nom                           | Ubicat a | instància de                                   | Detalls                                          | coordenades                                                                  | Protecció                                            | Commons (més fotos)           | Dades a WD                    |
| ------ | ----------------------------- | -------- | ---------------------------------------------- | ------------------------------------------------ | ---------------------------------------------------------------------------- | ---------------------------------------------------- | ----------------------------- | ----------------------------- |
|        | Castell de Rodonyà            | Rodonyà  | castell                                        | Estil: arquitectura del Renaixement 16th century | 41° 16′ 47″ N, 1° 23′ 56″ E / 41.279707°N,1.39887°E ca:Carrer Major 314 msnm | bé d'interès cultural bé cultural d'interès nacional | Castell de Rodonyà            | Modifica les dades a Wikidata |
|        | Celler Cooperatiu             | Rodonyà  | celler                                         | Estil: noucentisme                               | 41° 16′ 51″ N, 1° 23′ 50″ E / 41.28082°N,1.39729°E                           | bé integrant del patrimoni cultural català           |                               | Modifica les dades a Wikidata |
|        | Nucli de Rodonyà              | Rodonyà  | centre històric                                |                                                  | 41° 16′ 48″ N, 1° 23′ 57″ E / 41.2799°N,1.3991°E                             | bé cultural d'interès local                          |                               | Modifica les dades a Wikidata |
|        | Rodonyà                       | Rodonyà  | entitat singular de població capital municipal | 522 hab                                          | 41° 16′ 48″ N, 1° 23′ 57″ E / 41.279907°N,1.399088°E 315 msnm                |                                                      |                               | Modifica les dades a Wikidata |
|        | Sant Joan Baptista de Rodonyà | Rodonyà  | església                                       | Estil: arquitectura neoclàssica                  | 41° 16′ 45″ N, 1° 23′ 58″ E / 41.279267°N,1.399352°E                         | bé cultural d'interès local                          | Sant Joan Baptista de Rodonyà | Modifica les dades a Wikidata |
|        | casa consistorial de Rodonyà  | Rodonyà  | casa consistorial                              |                                                  | 41° 16′ 48″ N, 1° 23′ 57″ E / 41.2800359°N,1.3991518°E                       |                                                      |                               | Modifica les dades a Wikidata |
|        | el Corralot                   | Rodonyà  | cabana                                         |                                                  | 41° 17′ 12″ N, 1° 24′ 25″ E / 41.2867084972261°N,1.40697332524293°E          |                                                      |                               | Modifica les dades a Wikidata |
|        | el Puig                       | Rodonyà  | muntanya                                       |                                                  | 41° 16′ 11″ N, 1° 23′ 17″ E / 41.26985278°N,1.38798333°E 352.3 msnm          |                                                      |                               | Modifica les dades a Wikidata |
|        | la Cova                       | Rodonyà  | cova                                           |                                                  | 41° 16′ 42″ N, 1° 23′ 31″ E / 41.278430855931°N,1.39208229244669°E           |                                                      |                               | Modifica les dades a Wikidata |